# 国際紙パルプ商事
国際紙パルプ商事株式会社（こくさいかみパルプしょうじ）は、紙・パルプ分野の専門商社である。KPPグループホールディングス株式会社の完全子会社。
紙・板紙・古紙・パルプ・化成品などの素材以外にもパッケージ・ビジュアルコミュニケーション等のビジネスも展開している。このほか近年ではグリーンプロダクトとグリーンソリューションと称し、環境負荷低減に資する製品やサービスを開発している。2019年には豪州の大手紙商「Spicers Limited」を、2020年にはフランスの大手紙卸売会社「Antalis S.A.S.」を買収し、事業領域を更に拡大している。

## 事業所所在地

### 本店・支店
- 東京本店 - 東京都中央区明石町6-24
- 関西支店 - 大阪市中央区安土町1-8-6
- 中部支店 - 名古屋市中区錦1-11-20
- 九州支店 - 福岡市博多区店屋町5-22
- 北日本支店　仙台営業部 - 仙台市青葉区中央2-2-10
- 北日本支店　札幌営業部 - 札幌市中央区北2条西2丁目1-5

### 倉庫
- 自社倉庫
  - 戸田物流センター
  - 仙台東倉庫
  - 北港ヤード
- 主要委託倉庫
  - 川越物流センター
- 湾岸地区委託倉庫
  - 日本興運　新木場倉庫
- 共同倉庫
  - 板橋紙流通センター　
  - 戸田流通
  - 大阪紙共同倉庫

## 沿革

### 初代（現・KPPグループホールディングス株式会社）
- 1924年（大正13年）2月 - 大阪市で株式会社大同洋紙店創立。
- 1926年（大正15年）1月 - 九州洋紙を合併。
- 1968年（昭和43年）9月 - 本店を東京都に移転。
- 1973年（昭和48年）3月 - 王子連合通商と合併し、大永紙通商株式会社に社名変更。
- 1975年（昭和50年）10月 - 大成紙業と合併。
- 1999年（平成11年）10月 - 日亜と合併し、国際紙パルプ商事株式会社に社名変更。
- 2006年（平成18年）10月 - 服部紙商事と合併。
- 2007年（平成19年）10月 - 柏井紙業と合併。
- 2009年（平成21年）9月 - 九州支店移転。
- 2011年（平成23年）10月31日 - KPP八重洲ビルが竣工。
- 2013年（平成25年）
  - 1月1日 - 住商紙パルプと合併[2]。
  - 4月1日 - ダイエイ ペーパーズ インターナショナル コーポレーションと合併。
- 2018年（平成30年）6月26日 - 東京証券取引所第一部に上場。
- 2019年（令和元年）7月 - 豪州の大手紙商「Spicers Limited」を子会社化[3]。
- 2020年（令和2年）7月 - フランスの紙卸売会社「Antalis S.A.S.」を子会社化[4]。
- 2022年（令和4年）
  - 3月 - 売上高5,000億円を達成。
  - 10月1日 - 国際紙パルプ商事分割準備株式会社に紙パルプ等卸売事業を承継させ、KPPグループホールディングス株式会社に社名変更[5]。

### 2代
- 2022年（令和4年）
  - 4月1日 - 国際紙パルプ商事分割準備株式会社設立[5]。
  - 10月1日 - 国際紙パルプ商事株式会社（初代）から紙パルプ等卸売事業を承継し、国際紙パルプ商事株式会社に社名変更[5]。

## 過去の関係企業
- 株式会社コスモリサイクルセンター - 2014年4月1日にむさしの紙業株式会社に吸収合併。
- 株式会社ダイエイ ペーパーズ インターナショナル コーポレーション（DPIC）- 2013年4月1日、国際紙パルプ商事（初代）に吸収合併。
- 株式会社岡田紙店 - 2008年4月1日、大同紙販売株式会社へ事業譲渡。
- 堀留洋紙店株式会社 - 2007年10月1日、大同紙販売株式会社へ事業譲渡。
- 小松洋紙株式会社 - 2009年10月に佐世保紙株式会社と合併し、九州紙商事株式会社に社名変更。
- 大富株式会社
- 佐世保紙株式会社 - 2009年10月に小松洋紙株式会社と合併し、九州紙商事株式会社に社名変更。
- 本町セロファン株式会社 - 2008年4月1日、株式会社精工へ事業譲渡。
- 港南紙工株式会社
- 株式会社ティー・ピー・シー - 2013年4月1日、ケーピーピー共同物流株式会社と統合。